# Canto do Buriti
Canto do Buriti est une municipalité brésilienne située dans l'État du Piauí.

## Personnalités liées à la ville
- Cilene Victor, journaliste et professeure d'université